# Emmanuel Marie Félix Chiron du Brossay
Pour les articles homonymes, voir Chiron.
Emmanuel Marie Félix Chiron du Brossay, né à Nantes le 9 novembre 1839, mort le 20 novembre 1910, est un historien français.

## Biographie
Petit-fils de Jacques Yves Bernard Chiron du Brossay et neveu de Joachim Gaultier du Mottay, il fit ses études au lycée de Nantes. Il est bachelier es lettres en 1857. 
Il décida de suivre la carrière effectuée par son père et il entra dans l'enregistrement. Il est nommé en 1884 inspecteur à Laval. C'est durant son séjour à Laval qu'il fut nommé, par arrêté préfectoral du 4 décembre 1884, membre correspondant de le Commission historique et archéologique de la Mayenne. 
Il est envoyé en 1890 au Puy, en qualité de directeur de l'Enregistrement.  Il se retire pour sa retraite à Château-Gontier, et se consacre à la rédaction de notes historiques, grâce à des documents découverts lors de ses inspections.
Il publie plusieurs articles dans les volumes de la Société d'agriculture d'Angers, dans la Province du Maine, dans Notes sur Château-Gontier dans la première moitié du XVIIe siècle et dans la Gazette de Château-Gontier, pour laquelle il écrit jusqu’à sa mort. Il collabore au Dictionnaire des antiquités de Côtes-du-Nord, et donna à la Société des archives historiques du Maine, le Cartulaire d'Azé et du Genéteil.

### Source
- Bulletin de la Commission historique et archéologique de la Mayenne, 1910.